# Саттарханов, Бекзат Сеилханович
Бекзат Сеилханович Саттарханов (каз. Бекзат Сейілханұлы Саттарханов; 4 апреля 1980, Туркестан, Казахская ССР — 31 декабря 2000, Темирлановка, Ордабасинский район, Казахстан) — казахстанский боксёр. Олимпийский чемпион 2000 года в полулёгком весе (до 57 кг).

## Биография
Происходит из рода божбан племени конырат.
Студент Международного казахско-турецкого университета имени Х. А. Яссави в Туркестане.
Погиб в автокатастрофе 31 декабря 2000 года в 23:45 недалеко от населённого пункта Шубаровка, Ордабасинского района Южно-Казахстанcкой области. Саттарханов ехал на своей машине домой из Туркестана в город Шымкент.
Похоронен в Туркестане.

## Достижения
- Серебряный призёр первенства Азии по молодёжи 1998 года
- Серебряный призёр молодёжного чемпионата мира 1998 года
- Серебряный призёр чемпионата Центральной Азии (Ташкент, 1999 г.)
- Серебряный призёр Азии 1999 года
- Чемпион Центрально-Азиатских стран 1999 года
- Чемпион Кубка Гран-при 2000 года
- Чемпион летних Олимпийских игр 2000 года по боксу в полулёгком весе (до 57 кг)

## Бои на Олимпиаде-2000
| Категория | Первый раунд             | Второй раунд              | Четвертьфинал            | Полуфинал                  | Финал                   | Место |
| Категория | Соперник Результат       | Соперник Результат        | Соперник Результат       | Соперник Результат         | Соперник Результат      | Место |
| --------- | ------------------------ | ------------------------- | ------------------------ | -------------------------- | ----------------------- | ----- |
| до 57 кг  | О. Бобырнат (ROM) В 14:5 | Дж. Матебула (RSA) В 16:5 | Р. Палиани (TUR) В 12:11 | Т. Тамсамани (MAR) В 22:10 | Р. Хуарес (USA) В 22:14 | 1     |

## Память
- В 2005 году была выпущена почтовая марка Казахстана, посвящённая Саттарханову.
- В родном городе чемпиона Туркестане его именем назвали проспект, а с 2007 года в день рождения боксёра ежегодно проходит международный молодёжный турнир по боксу имени Бекзата Саттарханова[4].
- В Кентау открылась городская комплексная детско-юношеская спортивная школа имени Бекзата Саттарханова.
- В Шымкенте открылась Южно-Казахстанская областная спортивная школа-интернат для одаренных детей им. Б. Саттарханова
- В 2018 году телеканал «Хабар» начал съёмки биографического телесериала (байопик) об олимпийском чемпионе (режиссёр Мурат Бидосов)[5].
- В 2020 был снят фильм «Бекзат» в память о чемпионе.